# 钱东奇
钱东奇（1958年3月—）生於南京，中國大陆企業家，科沃斯集團創始人。

## 生平
文革期間，钱东奇經常去南京新街口的旧货店里閱讀苏联物理学家的物理書。1987年，钱东奇从南京大学哲学系毕业。起初錢東奇在汕頭大學任教。钱东奇得知海南島要建省，於是決定前往海南上班。1987年8月至1990年10月，钱东奇任海南省对外经贸发展有限公司经理助理；1990年11月至1995年5月，任中国电子进出口公司深圳分公司业务经理；1995年5月至1998年2月，任TEK香港有限公司总经理。1998年，钱东奇在苏州创立TEK泰怡凯电器（苏州）有限公司（科沃斯集團前身）。這是一個吸尘器代加工工厂。2006年，钱东奇推出自己的品牌“科沃斯”。2018年，錢東奇第二次創業，創立生活电器品牌“添可”。

## 家庭
钱东奇有一個兒子钱程，於1990年出生。2018年，钱东奇將科沃斯集團交給兒子負責，錢程出任副董事長。